# Der russische Geliebte (Roman)
Der russische Geliebte (Originaltitel: Rosyjski kochanek) ist ein Roman von Maria Nurowska. Er erschien erstmals 1996. Die deutschsprachige Übersetzung von Karin Wolff erschien erstmals 1998.

## Inhalt
Julia Grudzińska, eine Professorin für polnische Literaturwissenschaft, hat  Mitte der 1990er Jahre einen Lehrauftrag an der Sorbonne. Einen Großteil der Handlung beschreibt sie aus Erinnerungen, die ihr am Flughafen Paris-Orly gekommen sind.
In Paris  lernt  Julia den russischen Historiker Aleksander Razumski kennen, der jünger ist als sie und mit der Friseurgehilfin Nadja zusammenlebt. Aleksander findet schnell Interesse an Julia und beide verbringen viel Zeit miteinander. In ihrem wissenschaftlichen Schaffen forscht Julia über polnische Nachkriegsautoren wie Jerzy Andrzejewski und Tadeusz Borowski oder den Regisseur Andrzej Wajda. Aleksander ist mit einer Arbeit über Nikolaus II. beschäftigt.
Des Weiteren wird in der Erzählung viel über die Kultur und den Zeitgeist der 1990er Jahre eingegangen, so über den Film Was vom Tage übrigblieb und den  postsowjetischen Turbokapitalismus. Auch die Kriege in Bosnien und Herzegowina und Tschetschenien bieten den beiden Diskussionsstoff.
Bei den gemeinsamen Treffen erzählt Julia Aleksander von  ihrer erwachsenen Tochter Ewa, die sich im Gegensatz zu ihr vegetarisch ernährt und außerdem nicht über eine späte Romanze ihrer Mutter erfreut sein wird. Julia erzählt in einem Brief an Aleksander, dass ihre Schwangerschaft von einem Jugendfreund herrührt, der sie sexuell erregt hat, aber beim Geschlechtsverkehr nicht verhütet hat. Aleksander erzählt Julia, das er in die Klassenschönheit verliebt war, die später Orientalistik studierte und ihm sagte, er sein ein Onanierertyp. Während der gemeinsamen Zeit mit Aleksander verändert sich Julia und beginnt auch, sich um ihr bisher vernachlässigtes Äußeres zu kümmern. Von Nadja werden ihr die Haare im Stil der Frisur von Jean Seberg im Film Außer Atem geschnitten.
Mehrmalige Bitten Aleksanders, ihn nach ihrer Pariser Zeit nach Moskau zu folgen, lehnt sie kategorisch ab. Auch eine gemeinsame Reise nach Mallorca und in die Normandie können nichts ändern. Zum Ende ihrer Parise Zeit bekommt Julia auch noch eine Krebsdiagnose. Nachdem Aleksander und Nadja nach Moskau zurückgekehrt sind und auch der Vertrag von Julia an der Sorbonne abgelaufen ist, schreibt sie  am Ende der Erzählung Ewa einen Brief, in dem geschrieben steht, dass sie doch noch zu Aleksander nach Moskau gezogen sei.

## Kritik
„.Der russische Geliebte ist ein Werkzeug zur Lusterfüllung wie die männliche Figur eines Trivialromans, die nur die romantischen Begierden befriedigen muß. 
Doch Maria Nurowska ist nicht die polnische Rosamunde Pilcher. Sie zieht ihrem Buch eine zweite Ebene ein: Der Russe Alexander und die Polin Julia sind Vertreter ihres Landes und seiner Geschichte. In beiden Ländern herrschte Diktatur, beide sind, wie Alexander bemerkt, "Väterchen Stalins Waisenkinder". Aber Polen gilt als freiheitsliebend, kultiviert, individualistisch, ernsthaft. Und Rußland ist wild, rauh, leidenschaftlich und hat Familiensinn.“

## Verfilmung
Der Roman wurde 2008 von Ulrich Stark im Auftrag des ZDF unter demselben Titel verfilmt.

## Ausgaben
- Maria Nurowska: Der russische Geliebte S. Fischer, Frankfurt/Main, 2010, ISBN 978-3-596-14876-9